# 芒德站
芒德站是法国的一个铁路车站，位于法国南部城市，洛泽尔省的省会芒德。

## 位置
芒德站位于芒德市区的北部，洛特河右岸。车站大致呈东西走向，开口朝南。

## 车站历史
芒德是法国本土铁路通车时间最晚的省会城市，1884年芒德站才投入使用。由于芒德站所在的莫纳斯蒂耶－拉巴斯蒂德铁路路况较差，平均旅速仅50Km/h左右，而芒德及沿线城市人口数量较少，客流不佳，因此该铁路始终存在关闭的可能。

## 设施
芒德站设有人工售票窗口，其开放时间如下：
- 周一至周五：9:15~12:00和14:15~18:15
- 周六、周日及节假日：关闭

芒德站的站并未设置自动售票机。在人工窗口未开放时，乘客需上车后主动购票或使用区域性通勤卡。

## 停靠线路
以下列车线路在芒德站停靠：
| 芒德站列车线路表                        |      |                    |                    |              |
| 线路                                    | 车种 | 上一站             | 下一站             | 大致运行频率 |
| Mende—Nîmes                             | TER  | （起点）           | Bagnols - Chadenet | 每天2趟左右  |
| Narbonne→Mende                          | TER  | Bagnols - Chadenet | （终点）           | 每天1趟      |
| Marvejols—Mende—La Bastide - St-Laurent | TER  | Balsièges          | Bagnols - Chadenet | 每天2趟左右  |
| 1. 2.                                   |      |                    |                    |              |

## 配套交通

### 长途客车
| 停靠芒德站的大巴车 |                                       |                                                                                               |
| 上下车地点         | 运营单位                              | 主要目的地                                                                                    |
| 芒德站门口         | 洛泽尔省城际客运 Transports en Lozère | - 与SNCF联运：克莱蒙费朗、勒皮、马尔弗约勒、圣谢利达普谢勒 - 其它线路：弗洛拉克、维勒福尔     |
| 芒德站门口         | CAR SNCF                              | La Bastide - St-Laurent（当某条铁路线施工或罢工时，SNCF可能会提供途径该线路沿途站点的大巴车） |
| 1. 2. 3.           |                                       |                                                                                               |

### 市内交通
| 附近的市内公共交通线路 |            |                          |
| 公交车站名称           | 位置       | 停靠线路                 |
| Gare SNCF              | 芒德站门口 | 周一至五：1路；周六：3路 |
| 1.                     |            |                          |

## 临近车站
| 芒德站（Gare de Mende）        |                            |                 |
| 上行车站                       | 线路                       | 下行车站        |
| 巴勒谢日站                     | 莫纳斯蒂耶－拉巴斯蒂德铁路 | 巴纽勒-沙德内站 |
| - 本表仅显示运营中的线路及车站 |                            |                 |